# Le Castel de Cognedur
Le Castel de Cognedur ou De knokkersburcht en Néerlandais est le vingt-septième album de bande dessinée de la série Bob et Bobette. Il porte le numéro 127 de la série actuelle. Il a été écrit par Willy Vandersteen et publié dans De Standaard et Het Nieuwsblad du 18 août 1953 au 28 décembre 1953.

## Synopsis
Bobette achète un billet de loterie et gagne un château en Écosse. Mais ce château est attaqué par deux clans qui se prétendent tous les deux en être le propriétaire légitime. Bobette organise un concours pour mettre fin à ces luttes : le clan qui gagne le concours recevra le château. Mais c’est Jérôme qui remporte le concours et le père d’un des clans lui envoie sa fille pour qu’elle le séduise. Jérôme va-t-il tomber dans ce piège ? 

## Personnages
- Bobette
- Bob
- Lambique
- Sidonie
- Jérôme
- Barabas
- Mac Truffe

## Lieux
- Belgique (Ostende, la Campine), Mer du Nord
- Écosse

## Autour de l'album
- Pour séduire davantage aux Pays-Bas, l'album a ensuite été adapté: Lambique arrive par ferry de Harwich à Hoek van Holland , et la base de l'armée britannique est déplacée de De Kempen à De Peel.
- Jérôme, qui est devenu une figure très civilisée plus tard dans la série, marche toujours dans cette peau d'animal (tout comme dans sa première histoire, Les Mousquetaires endiablés. Il parle mal le français, mange des livres et à un moment donné il joue le chien de garde (de la race Bull-Dozer) de "Miss Bobette". Bob et Bobette l'utilisent même comme radio, afin qu'ils puissent  entendre le tirage au sort et ainsi savoir si Bobette a gagné le château.
- Lors d'un combat,  Bobette menace de frapper les combattants avec un livre. Le titre du livre est Comment être une femme , mais dans certaines autres éditions, le livre n'a pas de titre.
- C'est la première fois dans la série que les héros se rendent en Écosse. Ils y retourneront dans la nouvelle Le monstre du Loch Ness.[2]

## Éditions
- De knokkersburcht, Standaart, 1954 : Édition originale en néerlandais.
- Le Castel de Cognedur, Erasme, 1955 : Première édition comme numéro 13 de la série rouge en bichromie.
- Le Castel de Cognedur, Erasme, 1972 : Réédition comme numéro 127 de la série actuelle en quadrichromie.